# Власов, Павел Алексеевич
Па́вел Алексе́евич Вла́сов (26 января 1857, Новочеркасск — 16 ноября 1935, Астрахань, Сталинградский край) — русский живописец, график и педагог.

## Биография
Власов Павел Алексеевич родился 26 января 1857 года в Новочеркасске. В 1876—1879 годах учился в Московском училище живописи, ваяния и зодчества у В. Г. Перова. В 1880—1887 годах учился в Императорской Академии художеств в Санкт-Петербурге у П. П. Чистякова. По окончании получил звание классного художника второй степени за картину «Старец Приам умоляет Ахиллеса выдать ему тело Гектора» (находится в Астраханской картинной галерее).
С 1890 года жил и работал в Астрахани. В основном занимался педагогической деятельностью, которую начал с преподавания рисунка в Астраханской Мариинской женской гимназии. В 1896 году организовал художественный кружок. В 1900 году создал художественные и рисовально-технические классы, преобразованные после революции в 1921 году в Астраханский Художественно-педагогический техникум, ныне Астраханское художественное училище имени П. А. Власова, где преподавал до конца жизни.
Среди учеников Павла Власова И. С. Горюшкин-Сорокопудов, Б. М. Кустодиев, Г. П. Мальцев, Н. Н. Скоков, Н. Н. Баскаков, П. Ф. Альберти, М. Г. Козелл. В 1924 году Павел Власов был удостоен звания Героя Труда.
Власов Павел Алексеевич скончался 16 ноября 1935 года в Астрахани на семьдесят девятом году жизни. Основная часть его художественного наследия хранится в Астраханской картинной галерее имени П. М. Догадина. Экскурсии П. А. Власов — организатор художественной жизни в Астрахани — проводит астраханский Дом-музей Б. М. Кустодиева

## Память
Бюст Павлу Алексеевичу Власову установлен на территории Астраханского художественного училища.